# Ruf der Wildnis (Roman)

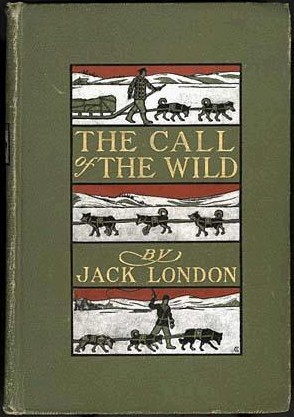
The Call of the Wild, Erstausgabe 1903

Ruf der Wildnis (Originaltitel: The Call of the Wild) ist ein Roman von Jack London. In dem Werk beschreibt der Schriftsteller weithin neutral, aber auch aus der personifizierten Sicht eines Hundes dessen hartes Leben zur Zeit des Klondike-Goldrausches Ende des 19. Jahrhunderts in Alaska. Diesem Roman lässt London eine Variation zum Thema mit dem Titel Wolfsblut drei Jahre später folgen, in dem ein Wildtier sich in ein zivilisiertes, an den Menschen und die Gesellschaft gewöhntes Wesen, wandelt.

## Inhalt
Ende des 19. Jahrhunderts lebt der Hund Buck im Santa Clara Valley südlich von San Francisco. Eines Tages wird er von dem Gärtner seines Besitzers aufgrund von Spielschulden entführt und als Schlittenhund in die Klondike-Region von Alaska verschleppt, wo er sich an die Spitze der Schlittenhunde kämpft. Im Verlauf des Geschehens erreicht ihn mehr und mehr der „Ruf der Wildnis“, das uralte Erbe seiner wölfischen Vorfahren. Nach vielen Abenteuern mit ständig wechselnden Schlittenführern wird Buck von John Thornton gerettet. Die beiden werden ein unzertrennliches Paar; er liebt Thornton und rettet ihn aus einem reißenden Fluss. Nach dem Tod seines letzten Herrn folgt der Hund, der nun ohne Bindung zu den Menschen ist, dem Ruf endgültig und schließt sich, wieder völlig verwildert, nach harten Kämpfen einem Wolfsrudel als dessen Anführer an. Am Ende des Romans wird angedeutet, dass Buck auch Nachkommen mit den Wölfen hatte.
Das Buch fand seine Fortsetzungen in Jerry der Insulaner und in Michael, der Bruder Jerrys.

## Ausgaben
Das Buch erschien 1903. Es gibt zahllose Ausgaben, mit und ohne Illustrationen, da das Buch inzwischen gemeinfrei ist. In Deutschland erschien das Werk auf Empfehlung von Hermann Löns in der Übersetzung von Löns’ Ehefrau, Lisa Hausmann, schon 1903 im Verlag Sponholtz in Hameln. Die Trilogie kam in Deutschland erneut 1977 und 1985 in einem Band im Universitas Verlag heraus.
2013 erschien bei dtv eine neue, laut Verlag erste vollständige Übersetzung des Romans von Lutz-W. Wolff mit Nachwort und Anmerkungen.

## Verfilmungen

### Kino
- 1923: The Call of the Wild – Regie: Fred Jackman[2]
- 1935: Goldfieber in Alaska – mit Clark Gable und Loretta Young – Regie: William A. Wellman
- 1972: Ruf der Wildnis (Il richiamo della foresta) – mit Charlton Heston und Raimund Harmstorf – Regie: Ken Annakin
- 1974: Die Spur des Wolfes (Il richiamo del lupo)
- 1996: Ruf der Wildnis (The Call of the Wild) – Regie: Peter Svatek
- 2009: Ruf der Wildnis (Call of the Wild) – Regie: Richard Gabai
- 2020: Ruf der Wildnis (The Call of the Wild) mit Harrison Ford und Karen Gillan – Regie: Chris Sanders

### Fernsehen
- 1976: Der Ruf der Wildnis (The Call of the Wild) – Regie: Jerry Jameson
- 1992: Der Ruf der Wildnis (Call of the Wild) – Regie: Michael Toshiyuki Uno
- 2000: Jack London’s Ruf der Wildnis (Call of the Wild) – Regie: Zale Dalen